# إف. سبرينغر
إف. سبرينغر (بالهولندية: Carel Jan Schneider)‏ هو دبلوماسي وكاتب هولندي، ولد في 15 يناير 1932 في باتافيا ‏، وتوفي في 7 نوفمبر 2011 في لاهاي في هولندا بسبب مرض.